# Liste des sentes de Paris
Des voies de Paris sont officiellement qualifiées de « sentes » :
1. Sente à Bigot (19e arrondissement)
2. Sente des Dorées (19e arrondissement)

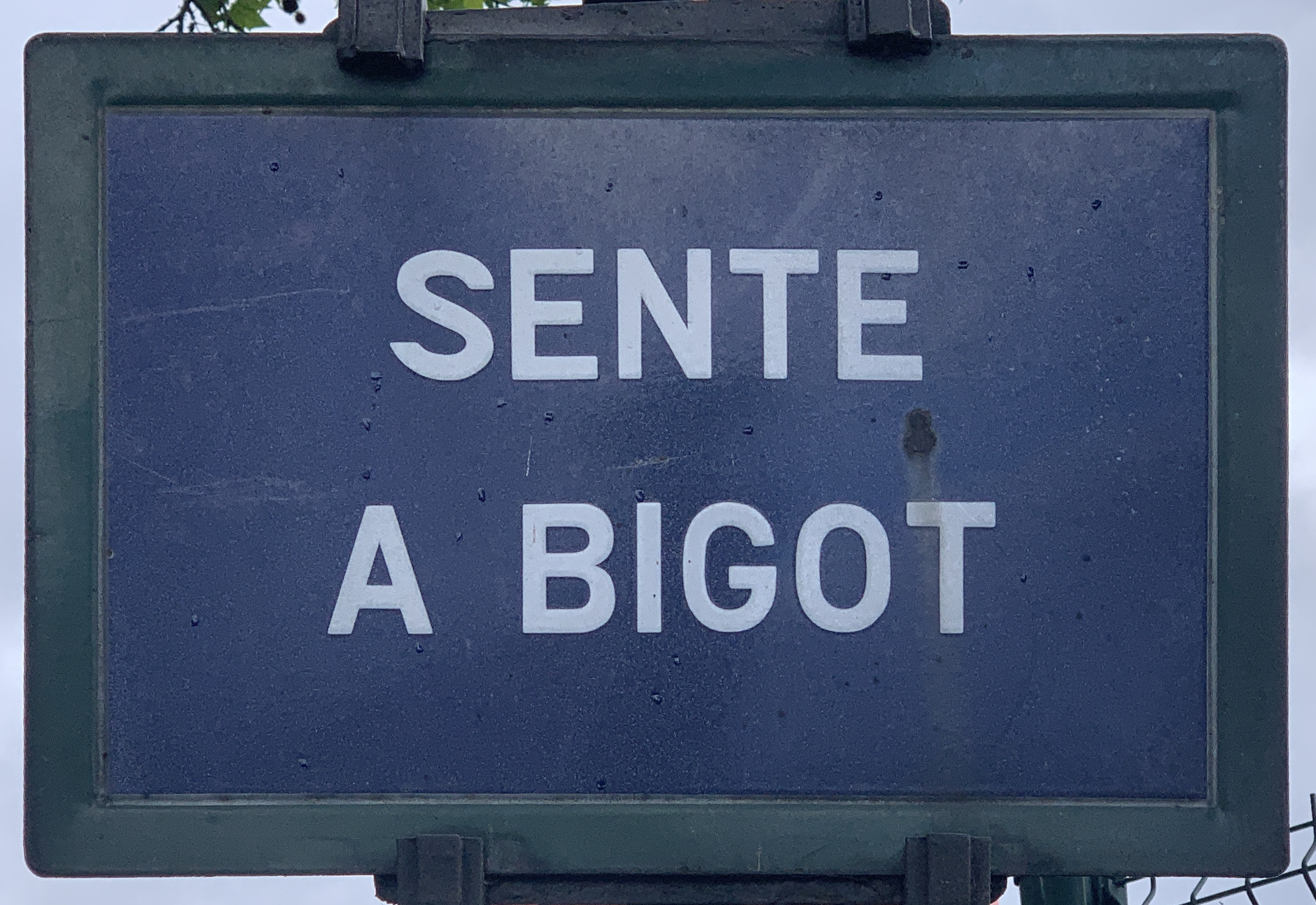
Sente à Bigot.
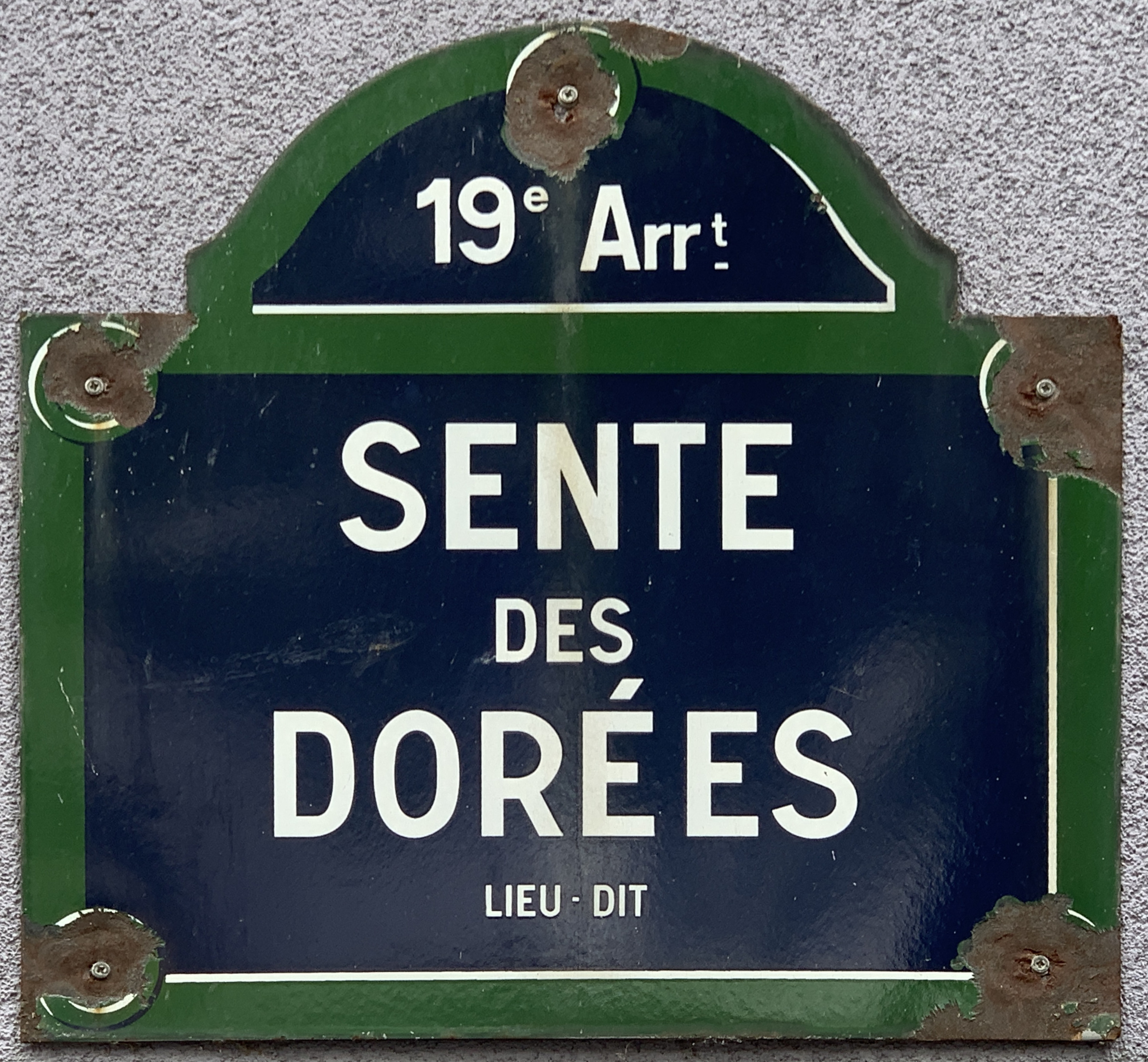
Sente des Dorées.